# Clifford Madison
Clifford Madison (* 28. September 1962 in Los Angeles) ist ein US-amerikanischer Footballtrainer und ehemaliger -spieler.

## Leben
Madison spielte von 1978 bis 1981 als Schüler an der Crenshaw High School in Los Angeles, ehe er auf Hochschulebene an der University of Colorado Boulder (1982 und 1983) sowie am Pasadena City College (1984 und 1985) spielte. In den Jahren 1986 und 1987 gehörte der 1,82 Meter messende Quarterback zum Trainingskader der NFL-Mannschaft Los Angeles Raiders, 1988 und 1989 spielte er für die Chicago Bruisers in der Hallenfootballliga AFL.
1989 kam Madison nach Deutschland zu den Berlin Adlern, mit denen er in den Spielzeiten 1989, 1990 und 1991 jeweils deutscher Meister wurde. 1990 erreichte er mit Berlin den Eurobowl, verlor diesen jedoch ebenso wie 1993 das Endspiel um die deutsche Meisterschaft. Der US-Amerikaner verließ die Adler 1995.
In der 1996er Saison war Madison in Doppelfunktion (Spieler und Angriffskoordinator) für den Zweitligisten Berlin Rebels tätig und gewann mit der Mannschaft die Nordstaffel der zweiten Liga. 1997 hatte er bei den Kiel Baltic Hurricanes dasselbe Zweifachamt inne und zog mit der Mannschaft aus der Landeshauptstadt Schleswig-Holsteins erstmals in der Vereinsgeschichte in die Meisterrunde der höchsten deutschen Spielklasse ein. 1998 spielte er ebenfalls für Kiel, 1999 ging er in die Bundeshauptstadt zurück und war im Trainerstab der Berlin Adler für die Koordinierung des Angriffsspiels zuständig, ehe er im Laufe der Saison das Amt des Übergangscheftrainers übertragen bekam.
Zur Saison 2000 ging Madison als Angriffskoordinator zum Zweitligisten Dresden Monarchs, wurde im Laufe der Spielzeit aber zum Cheftrainer befördert. 2001 wurden die Sachsen unter seiner Leitung Vizemeister der zweiten Liga Nord. 2002 führte er Dresden zum Aufstieg in die GFL. In den Jahren 2003 und 2004 arbeitete er als Cheftrainer für die Hamburg Silver Eagles und 2005 für die Hannover Musketeers (jeweils in der 2. Liga).
Er ging zum Spieljahr 2006 nach Österreich zu den Carinthian Black Lions und fungierte dort als Cheftrainer, Mitte Juni 2006 wurde er wegen der sportlichen Lage der Mannschaft entlassen. Im weiteren Verlauf des Jahres war Madison wieder Mitglied des Trainerstabs der Berlin Adler. Er arbeitete bis zum Ende der Saison 2008 als Angriffskoordinator für die Adler, 2009 wurde er wieder beim Stadtrivalen Berlin Rebels tätig. Dort trat er den Cheftrainerposten an. Er führte die Mannschaft zum Erstligaaufstieg, im Laufe der Saison 2010 kam es zur Trennung.
Ab 2011 war er Cheftrainer der Neuruppin White Tigers. In der Saison 2011 führte er die Mannschaft zum Aufstieg in die Regionalliga. Im August 2012 wurde die Mannschaft aus wirtschaftlichen Gründen vom Spielbetrieb abgemeldet. 2012 war er Mitglied des Trainerstabs der gemeinsamen Jugendauswahlmannschaft Berlins und Brandenburgs. In der Saison 2013 betreute Madison die Düsseldorf Panther als Cheftrainer in der GFL, im Anschluss an das Spieljahr trennte man sich.
2014 arbeitete er bei den Potsdam Royals, dort war er für die Wide Receiver sowie die Spieler mit Sonderaufgaben zuständig. Im selben Jahr wurde er hauptberuflich als Erzieher tätig. Im Vorfeld des Spieljahres 2015 kehrte er ein weiteres Mal zu den Berlin Rebels zurück und übernahm im Trainerstab des Erstligisten aus Charlottenburg die Aufgabe des Koordinators der Spieler mit Sonderaufgaben und arbeitete in der Angriffskoordinierung mit, dann war er die Betreuung der Quarterback-Position verantwortlich. Im März 2018 wurde Madison zusätzlich neuer Cheftrainer der Jugendauswahl Berlins und Brandenburgs. Bei den Berlin Rebels wurde ihm Ende Oktober 2019 die Aufgabe des Angriffskoordinators übertragen. Im Vorfeld des Spieljahres 2024 gehörte er dem Trainerstab der Berlin Adler an, Anfang März 2024 kam es noch vor dem Saisonbeginn zur Trennung.